# Paweł Podbiał
Paweł Józef Podbiał (ur. 9 czerwca 1924 w Katowicach, zm. 23 stycznia 1982) – prezydent Katowic w latach 1971–1975.

## Życiorys
W latach 1945–1949 odbył służbę wojskową, pełniąc funkcję szefa Oddziału Informacji 6 Pułku Korpusu  Bezpieczeństwa Wewnętrznego w Katowicach. Od 1946 roku był członkiem PPR. Ukończył katowicką Miejską Szkołę Partyjną. Od września 1961 roku był członkiem egzekutywy oraz plenum Komitetu Miejskiego PZPR w Chorzowie. W okresie od września 1971 roku do końca grudnia 1973 roku przewodniczył Miejskiej Radzie Narodowej w Katowicach, natomiast od początku 1974 roku do końca września 1975 roku pełnił funkcję prezydenta Katowic. W okresie, gdy kierował miastem, powstały m.in. katowicki dworzec PKP oraz SDH „Skarbek”.
Został pochowany na cmentarzu ewangelickim przy ul. Francuskiej w Katowicach (kwatera 9-4-15).

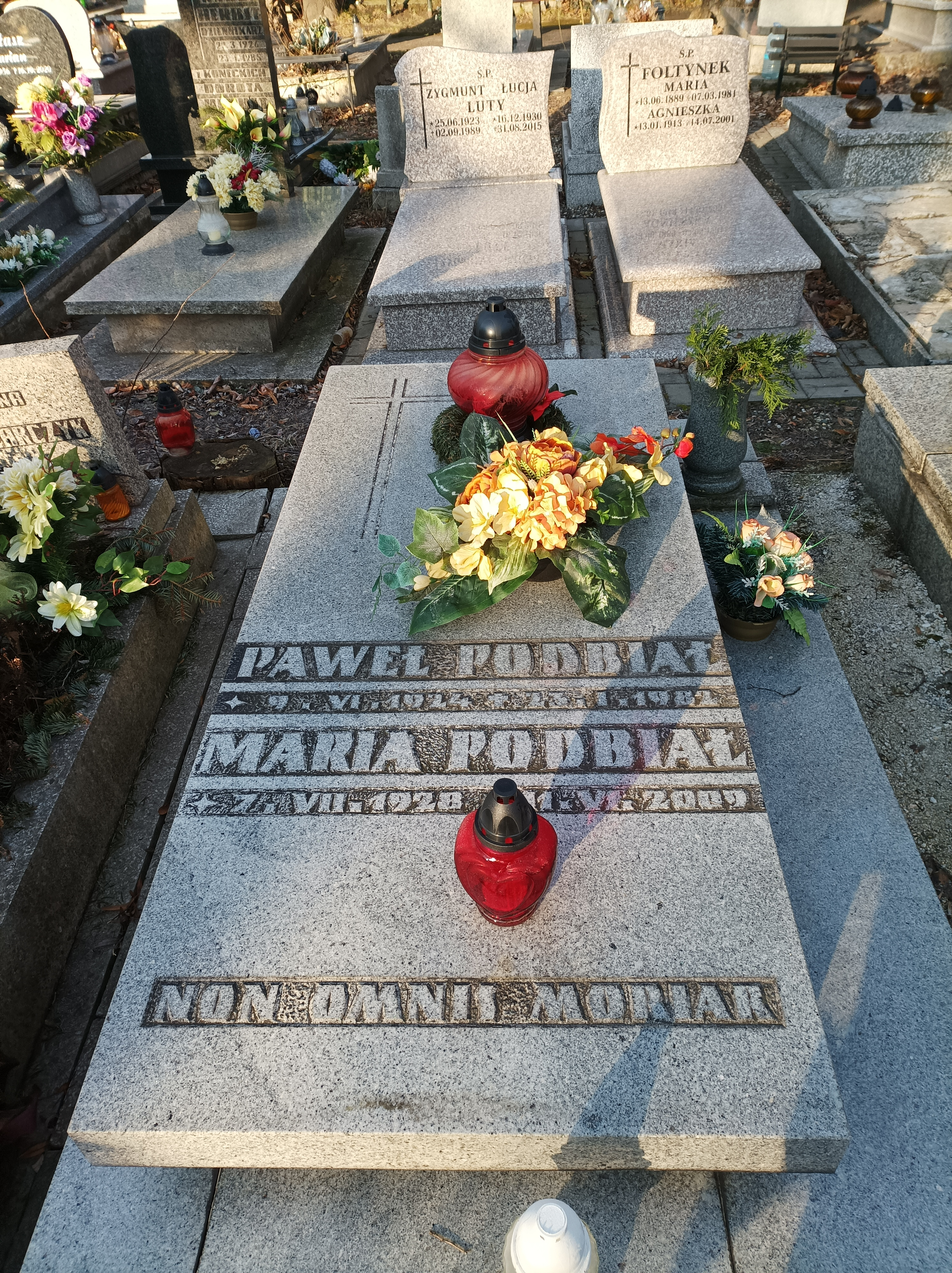
Grób Pawła Podbiała na cmentarzu ewangelickim przy ul. Francuskiej w Katowicach

## Odznaczenia
- 1946 – Srebrny Medal „Zasłużonym na Polu Chwały”[2]